# Fagstein
Der Fagstein ist ein 2164 m ü. NHN hoher Berg in den Gotzenbergen, einem Teil des Hagengebirges in den Berchtesgadener Alpen. Er liegt im Nationalpark Berchtesgaden 800 Meter nordwestlich der Grenze zum Land Salzburg auf der Gemarkung Forst Königssee der Gemeinde Schönau am Königssee.
Er kann von Süden über die Hohen Roßfelder, von Nordosten über die Rothspielscheibe oder über die Südosthänge weglos vom Weg zwischen Seeleinsee und Schneibstein bestiegen werden. Nach Westen und Nordwesten fällt der Fagstein über steile Felswände ab.